# رودخانه (اردستان)
رودخانه (اردستان)، روستایی از توابع بخش مهاباد شهرستان اردستان در استان اصفهان ایران است.روستای رودخانه در بین کوه‌های زیبا ودره‌ای که داری ابشاری به نام( دام دام)است  رود فصلی و آبشار این روستا بهترین تفریحگاه برای مردم شهرهای اطراف شده.

## جمعیت
این روستا در دهستان همبرات قرار دارد و براساس سرشماری مرکز آمار ایران در سال ۱۳۸۵، جمعیت آن ۷ نفر (۴خانوار) بوده‌است.